# Joseph Whittaker
Joseph Whittaker (Breadsall, 1813 – 2 marzo 1894) è stato un botanico inglese, che visitò l'Australia Meridionale nel 1839 e da questo viaggio portò circa 300 piante a Kew Gardens e 2.200 piante britanniche essiccate al Derby Museum and Art Gallery..

## Biografia
La sua data di nascita esatta non è nota, benché a volte sia segnalato come nato a Breadsall nel 1815. Fu battezzato a Quarndon vicino a Derby in data 8 febbraio 1813. Suo padre, anch'esso di nome Joseph, era un operaio, sposato con Sarah (nata Clarke).

### In Australia

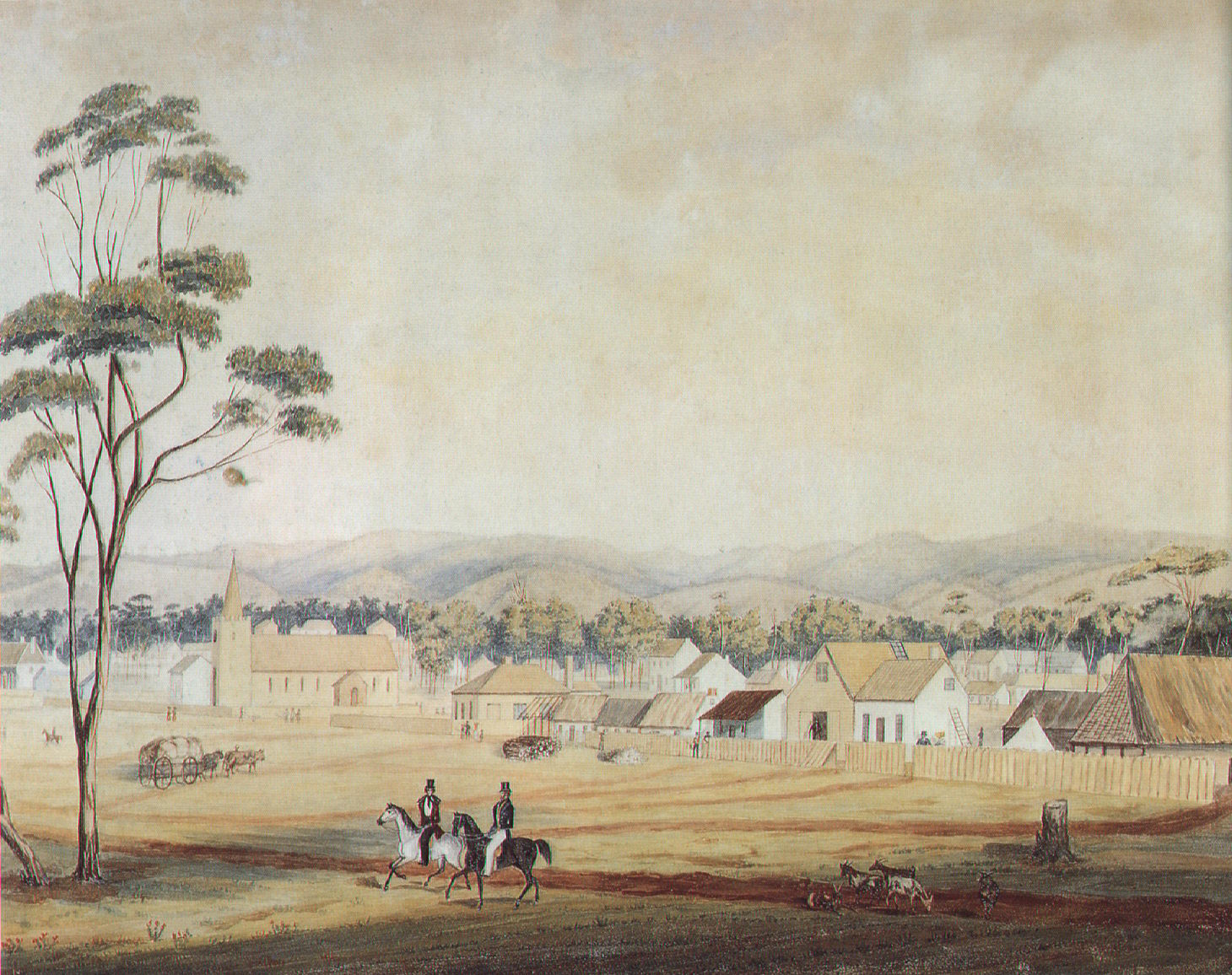
Adelaide nel 1839

Nel 1838 Whittaker ottenne il lavoro di "giardiniere" quando partì con il suo nuovo datore di lavoro il tenente colonnello George Gawler, che di recente era stato nominato secondo Governatore dell'Australia Meridionale. Whittaker, sette altri dipendenti del Derbyshire, Gawler con la moglie e i figli arrivarono sulla Bomanjee Pestonjee il 12 ottobre 1838 ad Adelaide. Avevano fatto un viaggio di quattro mesi passando per Tenerife e Rio de Janeiro. Quando Whittaker e Gawler arrivarono trovarono che le condizioni generali della colonia erano miserevoli, tant'è che il giardinaggio non era la priorità assoluta
Whittaker è conosciuto per le piante che raccolse intorno ad Adelaide tra il 1839 ed il 1840. Durante le pause del suo lavoro Whittaker viaggiava in molti luoghi all'interno della colonia, dove raccolse e conservò una vasta gamma di esemplari di piante: visitò la catena dei Monti Lofty, il Monte Jagged, e i fiumi Torrens, Murray e Hindmarsh. Whittaker fu la prima persona a raccogliere in modo serio nel distretto montuoso della penisola di Fleurieu, della baia di Encounter Bay e sul monte Barker.
Whittaker soggiornò in Australia per diciannove mesi prima della partenza per casa a bordo del Katherine Stuart Forbes che salpò da Port Adelaide l'11 aprile 1840. Sulla via del ritorno la nave si fermò a Isola dei Canguri, Mauritius, isola di Sant'Elena e isola del Corvo nelle Azzorre. Whittaker raccolse ed essiccò altri esemplari di piante, mentre la barca era in questi porti.

### Botanico in Derbyshire

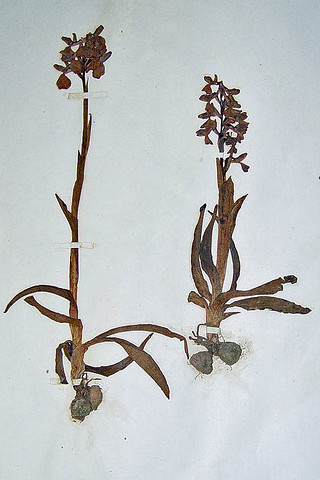
Orchis morio una delle piante secche di Whittaker nell'herbarium del Derby Museum

Whittaker tornò in Inghilterra il 23 settembre 1840 e nel 1844 cominciò a raccogliere le piante di nuovo; la sua attività raggiunse un picco nel 1851 e 1852, cessando poco dopo il 1867. Raccolse in molte parti del Derbyshire, ma di tanto in tanto viaggiava al di fuori della contea passando per Bulwell, Nottinghamshire, Rhyl e Denbigh in Galles.
Nel 1846 andò a vivere a Breadsall in Derbyshire dove fu maestro alla locale scuola maschile. Da qui iniziò una corrispondenza con Sir William Jackson Hooker, direttore dei Kew Gardens, nel tentativo di scambiare alcuni dei suoi campioni australiani: Whittaker aveva raccolto circa 300 piante furono infine acquisite dai Kew Gardens. La sua collezione di piante raccolte al di fuori del regno sono ora a Kew Gardens ed un tipo di drosera ha preso nome da lui, la Drosera whittakeri.
Nel febbraio 1847 Whittaker fu eletto membro della Botanical Society of London e contribuì grazie ai suoi programmi di scambio tra il 1849 al 1853. Successivamente aderì al Botanical Exchange Club ed infine al Botanical Locality Record Club. Nel 1847 aveva raccolto abbastanza informazioni botaniche per pubblicare "un elenco di piante rare trovate nel quartiere di Breadsall, Derbyshire". Questo conteneva un misto sia delle specie rare che di quelle relativamente abbondante, e dà una buona indicazione della diversità botanica della zona in quel momento. Nel 1857 fu il maestro di novanta bambini a Breadsall nel Derbyshire, un paese tra i cui abitanti c'era il reverendo e naturalista Henry Harpur Crewe e Francis Sacheverel Darwin. La scuola era finanziata dalla famiglia Harpur-Crewe.
Whittaker viveva nel piccolo villaggio di Morley vicino a Derby con sua moglie Mary alla fine degli anni cinquanta. Continuò a insegnare qui, prendendo fino a dodici studenti nelle sue classi, di solito dopo che loro avevano lasciato la scuola locale, ed erano tra gli otto ed i diciotto anni di età. Infine creò una vasta collezione di piante viventi e gruppi locali di orticultori riferirono che era arrivato ad avere oltre 1.300 specie diverse. Nel 1864 si diede alla pubblicazione di un'opera sulla locale estinzione dell'orchidea Cypripedium calceolus con il reverendo Henry Harpur Crewe. Nel 1881 il censimento lo descriveva come un "vivaista e contadino", con due servi che vivevano nella sua casa, oltre il ventenne William Whitehead. Whitehead infine entrò a far parte della sua impresa di orticoltura.
La sua attività di raccolta cominciò a declinare intorno al 1863, nel periodo in cui il suo compagno botanico, Henry Harpur Crewe, si allontanò per diventare Rettore del Drayton Beauchamp nel Buckinghamshire. L'anno seguente collaborarono alla produzione di un elenco manoscritto delle principali piante da fiore e felci del Derbyshire. La sua partnership con Crewe durò per almeno diciotto anni e fu molto produttivo.
Alla fine del 1880 Joseph Whittaker diede un valido aiuto, e fornì una serie di esemplari di piante, al reverendo W. H. Painter che si apprestava a pubblicare un libro sulla flora del Derbyshire. Molti dei campioni di Whittaker e dei suoi documenti sono stati utilizzati anche da William Richardson Linton, vicario di Shirley in un'ulteriore Flora of Derbyshire nel 1903.
Whittaker morì il 2 marzo 1894 e una targa commemorativa in ottone lo ricorda nella chiesa di San Matteo a Morley, dove è sepolto.

### Eredità
Ai Kew Garden c'è la raccolta di piante dal suo viaggio in Australia e dai porti di scalo nel suo viaggio di ritorno a casa. Egli ha anche lasciato una raccolta di 2.200 piante essiccate in 79 volumi, per lo più del Derbyshire, che sono ora incorporate nella erbario del Derby Museum and Art Gallery: forniscono buoni campioni per gli studi sulla flora locale del Derbyshire. Grazie alla sua partecipazione ai club di botanica oggi ci sono i campioni Whittaker in molte collezioni museali Regno Unito, tra cui Bolton, Birmingham, Manchester e Gloucester. Anche il Wisbech & Fenland Museum ne ha una.
La specie carnivora della drosera è stata scientificamente descritta dal botanico francese Jules Émile Planchon nel 1848 ma è comunemente conosciuta come Drosera profumata o Drosera di Whittaker.